# Walter Engelhardt (Politiker, 1939)
Walter Engelhardt (* 15. Februar 1939 in Würzburg; † 13. April 2022 in Mistelbach (Oberfranken)) war ein deutscher Lehrer und Politiker (SPD).

## Werdegang
Engelhardt besuchte die Oberrealschule und die Pädagogische Hochschule Bayreuth. Er war zunächst Volksschullehrer und danach Hauptlehrer.
Walter Engelhardt war Vorsitzender des SPD-Kreisverbands Bayreuth-Land und Vorsitzender des SPD-Unterbezirks Bayreuth. Er war Gemeinderat in Mistelbach, Mitglied des Kreistags Bayreuth, des Bezirkstags von Oberfranken, des SPD-Medienrats und von 1978 bis 1998 zwei Jahrzehnte lang Mitglied des Bayerischen Landtags. Dort gehörte er den Ausschüssen für den Öffentlichen Dienst, dem kulturpolitischen Ausschuss und dem Haushaltsausschuss an, war Mitglied des Ältestenrates und zuletzt stellvertretender Fraktionsvorsitzender der SPD.
Walter Engelhardt war verheiratet und hatte drei Kinder.